# Vulkanismus na Marsu

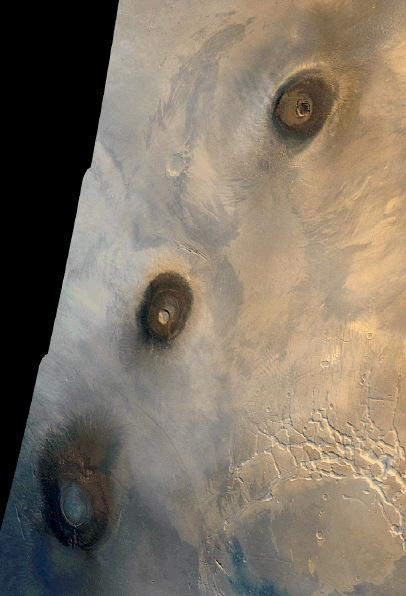
Tharsis Mons, trojice sopek v regionu Tharsis vyfocené sondou Viking

Vulkanismus na Marsu je souhrnné označení pro veškeré vulkanické jevy, které se odehrály na povrchu planety od dob jejího vzniku až po současnost. Během této doby došlo ke vzniku celé řady vulkanických útvarů, obrovských vulkanických plání, štítových sopek řadící se mezi nejvyšší hory ve sluneční soustavě, a mnohých dalších vulkanických těles.
Na Marsu je méně než 20 pojmenovaných sopek. Na povrchu se vyčleňují dvě hlavní vulkanické provincie a to Tharsis a Elysium Planitia, vyjma těchto oblastí se ale vulkanismus nachází taktéž na jižní polokouli v oblasti Tyrrhena Patera. V oblasti Tharsis se nacházejí tři velké štítové sopky Ascraeus Mons, Pavonis Mons a Arsia Mons tvořící dohromady Tharsis Mons, ale také nejvyšší hora ve sluneční soustavě Olympus Mons nebo netypická stará štítová sopka Alba Patera. V oblasti Elysium Planitia se nacházejí tři velké štítové sopky, Hecates Tholus, Elysium Mons a Albor Tholus.

## Současnost
Není žádný přímý důkaz o aktivní vulkanické činnosti na dnešním povrchu Marsu. Sopečné plošiny na povrchu Marsu jsou kolem tří až tři a půl miliard let staré. Velké štítové sopky jsou mladší, asi jeden až jeden a dvě miliardy staré.[zdroj⁠?!] Nejmladší objevené lávové proudy jsou na Olympus Mons a jsou 20 až 200 milionů let staré. Tyto proudy jsou velice malé a pravděpodobně jsou to nejmladší projevy vulkanismu na Marsu.